# El atentado (película)
El atentado es una película mexicana dirigida por Jorge Fons Pérez, basada en la novela El expediente del atentado (2007), del escritor mexicano Álvaro Uribe, acerca del atentado contra la vida de Porfirio Díaz que tuvo lugar el 16 de septiembre de 1897, el día que se cumplían 87 años del inicio de la guerra de Independencia.
Estrenada en México el viernes 27 de agosto de 2010 (el primero de los filmes que se estrenaron durante ese año en relación con el centenario de la Revolución Mexicana o con el Bicentenario de la Independencia Mexicana), actúan en ella José María Yazpik (en el papel del asesino frustrado, Arnulfo Arroyo), Irene Azuela (como la luchadora social y feminista Cordelia Godoy, futura esposa del jefe de la policía, amante también del escritor Federico Gamboa y del propio Arnulfo Arroyo), Daniel Giménez Cacho (el escritor Federico Gamboa, organizador de los festejos del centenario de la Independencia, en cuyos diarios se basó el autor de la novela para escribir la historia), Julio Bracho (el jefe de la policía), Salvador Sánchez (el brazo derecho del jefe de la policía), Arturo Beristáin (don Porfirio Díaz) y, también en roles secundarios, muchos otros actores y actrices célebres del país, además de un grupo de 2,750 extras, entre los cuales trabajaron incluso el propio autor de la novela, Álvaro Uribe, y su esposa.
 Participaron también 100 cadetes del Heroico Colegio Militar.

## Sinopsis
La película describe las circunstancias políticas que rodearon el atentado de que fue objeto, a eso de las nueve y media de la mañana del 16 de septiembre de 1897 en la Alameda Central, el general Porfirio Díaz por parte de un anarquista alcoholizado, el pasante en derecho Arnulfo Arroyo, pocos años antes del estallido de la lucha revolucionaria y precisamente el día de los festejos del centenario del inicio de la lucha por la independencia de México. Aparecen en la historia varios personajes de la época, entre ellos el escritor Federico Gamboa (autor de la novela Santa), varios de los funcionarios del gabinete de don Porfirio y, por supuesto, las múltiples circunstancias de la vida social mexicana de ese entonces.

## Reparto
- Daniel Giménez Cacho como Federico Gamboa
- José María Yazpik como Arnulfo Arroyo
- Julio Bracho como Eduardo Velazquez
- Irene Azuela como Cordelia Godoy
- Arturo Beristáin como Porfirio Díaz
- Salvador Sánchez como Antonio Villavicencio
- José María de Tavira como Álvaro Mateos
- María Rojo como Madre de Arroyo
- Mario Zaragoza como Genovevo
- Angélica Aragón como Tía Avelina
- Dolores Heredia como Bonifacia
- Ramon Alvarez como Birote
- Fernando Becerril como Alcaide Campuzano
- Roberto Blandón como Octaviano Liceaga
- Patricio Castillo como Manuel Bellido
- Carlos Cobos como Gorgorito
- Juan Carlos Colombo como Brigadier Ortíz Monasterio
- Miguel Couturier como Dueño fábrica
- Fernando del Villar como Junior fábrica
- Aislinn Derbez como Telésfora
- Miguel Angel Galván como Hombre Trajeado 2
- Aarón Hernán como González del Río
- Iazua Larios como Tencha
- Hugo Macías Macotela como Ignacio Mariscal
- Mariana Villalvazo Martin como María Sagaseta
- Gastón Melo como Asistente
- Armando Pascual como Linotipista
- José Sefami como Juez Guerrero
- Marco Uriel como Hombre Trajeado 1

## Premier, producción y rodaje
La premier de la película tuvo lugar, unos días antes de su estreno en las salas de cine, en el Teatro Metropólitan de la Ciudad de México.
Con un presupuesto de 77 millones de pesos mexicanos y con el objetivo inicial de terminarla totalmente en julio de 2010, inició su rodaje el 23 de noviembre de 2009 en la Ciudad de México (específicamente, en el Corredor Cultural de la Alhóndiga, en la calle Roldán, en el Centro Histórico). Muchas escenas se rodaron también en escenarios diversos del estado de Puebla (por ejemplo, en la segunda sección del Museo Nacional de los Ferrocarriles Mexicanos) y del estado de Zacatecas (el centro histórico y la hacienda de Trancoso y Vetagrande).

## La novela
Para su novela, el escritor Álvaro Uribe se basó en muchos textos: el Diario de Federico Gamboa, la hemeroteca del diario El Imparcial, textos históricos de Enrique Krauze, Historia del gran crimen (Jesús Rábago, 1897), La camada (Salvador Quevedo y Zubieta, 1912), El caso Villavicencio (Jacinto Barrera Bassols, 1997), C. B. Waite, fotógrafo (Francisco Montellanos) y El Mundo Ilustrado de Rafael Reyes Spíndola (Antonio Saborit).

## Participación en festivales y estreno en el extranjero
La película, que en breve se estrenará también en Europa y en otros países de América Latina, fue invitada a participar en el Festival de Cine de Montreal, en Canadá. Ganó, también, el Premio Cooperación y Desarrollo a la Mejor Película, otorgado por la AECID (Agencia Española de Cooperación y Desarrollo del Ministerio de Asuntos Exteriores y de Cooperación), en la 17 Muestra de Cine Latinoamericano de Cataluña, celebrada en Lérida del 8 al 15 de abril de 2011. El premio, de un monto de 25,000 euros, "consiste en la adquisición de licencia no exclusiva de derechos de comunicación pública no comercial de la película ganadora, para así poder formar parte de los fondos del Servicio de Filmoteca, que está adscrito" a la AECID.

## Aciertos, críticas y reseñas
Según el crítico de cine David Miklos, de la revista Nexos, los aciertos de este filme fueron:
- el guion de Fernando Javier León Rodríguez, que añade incluso escenas de carpa como intermedios;
- el reparto, en el que destacan sobre todo José María Yazpik, Irene Azuela, José María de Tavira, Julio Bracho y Arturo Beristáin;
- la recreación de una época, muy similar a la actual.[10]